# Tatjana Tönsmeyer
Tatjana Tönsmeyer (* 1968 in Saarbrücken) ist eine deutsche Historikerin.

## Leben und Wirken
Tatjana Tönsmeyer studierte von 1990 bis 1996 Osteuropäische Geschichte, Politikwissenschaft und Publizistik an den Universitäten Bochum und Marburg. Ihr wichtigster akademischer Lehrer war Hans Lemberg. Von 1996 bis 1998 war sie Wissenschaftliche Mitarbeiterin am Fachbereich Geschichte und Kulturwissenschaften der Philipps-Universität Marburg. 1997 verbrachte Tönsmeyer einen Forschungsaufenthalt am Historischen Institut der Slowakischen Akademie der Wissenschaften in Bratislava. Von 1998 bis 2003 war sie Wissenschaftliche Mitarbeiterin am Institut für Geschichtswissenschaften der Humboldt-Universität zu Berlin. Im Jahr 2002 wurde sie dort promoviert. Von 2004 bis 2006 folgten Forschungsaufenthalte am DHI London, am Geisteswissenschaftlichen Zentrum Geschichte in Leipzig, am Institut für Europäische Geschichte Mainz und am Institut für Tschechische Geschichte der Karls-Universität Prag.
Von 2006 bis 2009 war sie Wissenschaftliche Mitarbeiterin am Berliner Kolleg für Vergleichende Geschichte Europas. Ab 2009 war sie Wissenschaftliche Mitarbeiterin an der Humboldt-Universität zu Berlin. Im Jahr 2010 erfolgte die Habilitation an der Friedrich-Schiller-Universität Jena mit der Arbeit Adelige Herrschaft in der ländlichen Gesellschaft. Böhmen und England im Vergleich (1848–1918). Tönsmeyer lehrt seit 2011 als Professorin für Neuere und Neueste Geschichte an der Bergischen Universität Wuppertal. Einen Ruf an die Universität Duisburg-Essen auf eine W2-Professur für Neuere und Neueste Geschichte hat sie abgelehnt.
Ihre Forschungsschwerpunkte sind die Europäische Geschichte des 19. und 20. Jahrhunderts. Im 19. Jahrhundert liegen die Schwerpunkte dabei auf der Sozial- und Kulturgeschichte sowie der vergleichenden Adelsforschung (Böhmen und England). Im 20. Jahrhundert forscht sie hauptsächlich zur Geschichte des Nationalsozialismus, der europäischen Besatzungsgesellschaften während des Zweiten Weltkriegs, Fragen von Versorgung und Hunger, der Zeitgeschichte Ostmittel- und Südosteuropas sowie zur Historiographiegeschichte und Geschichte der Erinnerungskulturen. Für ihre Dissertation über das Dritte Reich' und die Slowakei 1939–1945. Politischer Alltag zwischen Kooperation und Eigensinn nutzte sie neben den deutschen Beständen erstmals auch die umfangreichen und seit wenigen Jahren zugänglichen Bestände des slowakischen Staatsarchivs. Sie konnte dadurch mit ihrer Arbeit eine zwischenstaatliche Beziehungsgeschichte vorlegen, die in dieser Form in der Geschichtswissenschaft noch für kein anderes im Zweiten Weltkrieg von Deutschland abhängig-verbündetes Land (Rumänien, Bulgarien, Ungarn, Kroatien) verfasst wurde.
Im Jahr 2024 erschien ihre Monographie Unter deutscher Besatzung. Europa 1939 bis 1945, in der sie die Besatzungsgesellschaften in Europa nicht aus der Perspektive der Besatzer, sondern der Sicht der Besetzten untersucht. Die Darstellung belegte den vierten Platz der Bestenliste von ZEIT, ZDF und Deutschlandfunk Kultur im November/Dezember 2024 und wurde zu den 20 wichtigsten politischen Büchern des Jahres 2024 auf der Liste der SZ gezählt.
Tönsmeyer ist Mitglied in verschiedenen wissenschaftlichen Beiräten, darunter der Fachkommission der Stiftung Brandenburgische Gedenkstätten, des Deutschen Historischen Instituts Warschau, des Hauses der Geschichte der Bundesrepublik Deutschland, der Militärgeschichtlichen Zeitschrift und der Villa ten Hompel in Münster.

## Schriften (Auswahl)
Monographien
- Unter deutscher Besatzung. Europa 1939–1945. C. H. Beck, München 2024, ISBN 978-3-406-81735-9.
- Adelige Moderne. Großgrundbesitz und ländliche Gesellschaft in England und Böhmen 1848–1918 (= Industrielle Welt. Schriftenreihe des Arbeitskreises für moderne Sozialgeschichte. Band 83). Böhlau, Wien u. a. 2012, ISBN 978-3-412-20937-7 (Zugleich: Jena, Universität, Habilitationsschrift, 2009).
- Das Dritte Reich und die Slowakei 1939–1945. Politischer Alltag zwischen Kooperation und Eigensinn. Schöningh, Paderborn u. a. 2003, ISBN 3-506-77532-4 (Zugleich: Berlin, Humboldt-Universität, Dissertation, 2002).

Herausgeberschaften
- mit Peter Haslinger: Fighting Hunger, Dealing with Shortage. Everyday Life under German Occupation in World War II Europe. A Source Edition (2 Bde.). Brill, Leiden 2021, ISBN 978-90-04-44824-7.
- mit Heike Wieters: Zeithistorische Forschungen 18 (2021), Heft 2: Welt – Hunger – Hilfe.
- Adel und Politik in der Habsburgermonarchie und den Nachbarländern zwischen Absolutismus und Demokratie (= Studien zum mitteleuropäischen Adel. Band 3). Meidenbauer, München 2011, ISBN 978-3-89975-090-4.
- mit Annette Vowinckel, Jan-Holger Kirsch: Zeithistorische Forschungen 7 (2010), Heft 2: Sicherheit.
- mit Michael Wildt, Jan-Holger Kirsch: Zeithistorische Forschungen 5 (2008), Heft 3: NS-Forschung nach 1989/90.
- mit Christoph Dieckmann, Babette Quinkert: Kooperation und Verbrechen. Formen der „Kollaboration“ im östlichen Europa 1939–1945 (= Beiträge zur Geschichte des Nationalsozialismus. Bd. 19). Wallstein, Göttingen 2003, ISBN 3-89244-690-3.